# Abbazia di Elchingen
L'abbazia di Elchingen (in tedesco: Kloster Elchingen o Reichsabtei Elchingen) fu un monastero benedettino con sede a Oberelchingen (in Elchingen) in Baviera, Germania, compresa oggi nella diocesi di Augsburg.

## Storia

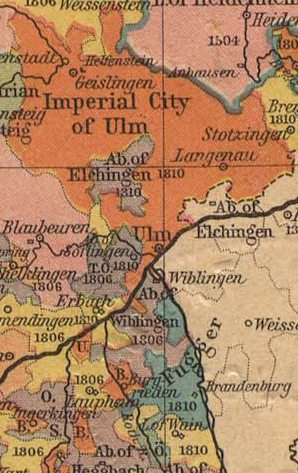
Carta geografica dei luoghi

Dedicata alla Vergine Maria ed ai santi Pietro e Paolo, il monastero venne fondato dai conti di Dillingen nel 1128. L'abbazia godeva dello stato di Reichsunmittelbar (entità territoriale indipendente nella sovranità e referente direttamente e solo all'Imperatore del Sacro Romano Impero). L'abate godeva del titolo di principe ed aveva un seggio nel Reichstag del Sacro Romano Impero.
L'abbazia venne mediatizzata nel 1802 nel corso della secolarizzazione che investì molti stati ecclesiastici dell'Impero. Dal 1840 le costruzioni che la componevano furono in gran parte demolite, mentre venne mantenuta a scopo di culto locale la bellissima chiesa barocca un tempo vera e propria chiesa abbaziale. Essa conserva ancora oggi al proprio interno splendidi affreschi di Januarius Zick, oltre a numerose stuccature dorate e statue in gusto rococò.
Nel 1921 qui prese posto un monastero dei missionari oblati di Maria Immacolata che riprese l'antica tradizione religiosa dell'area.